# Sastreria Colilles
La Sastreria Colilles va ser un antiga sastreria a la ciutat de Solsona.
La sastreria va començar ubicada al carrer de Sant Llorenç número 4 de Solsona (on actualment hi trobem la pastisseria de Cal Sant Antoni), i estava regentada per X Colilles, també conegut com a el Norri. Era dels sastres més coneguts de la ciutat, i feia pantalons i venia gorres. Tenia unes quantes cosidores que treballaven per ell. El seu fill anà a aprendre l'ofici a Barcelona.
La sastreria tingués diverses ubicacions:
- al mateix carrer Sant Llorenç, però al número 18 (on actualment hi ha la Barberia Roig).
- al carrer Sant Miquel núm. 4 (on actualment hi ha la botiga dels Tallers Casserras).
- al carrer Castell